# Alexandra Sontheimer
Alexandra Sontheimer (Friburgo, 15 de junio de 1987) es una deportista alemana que compitió en ciclismo en la modalidad de pista, especialista en la prueba de persecución por equipos.
Ganó una medalla de bronce en el Campeonato Mundial de Ciclismo en Pista de 2008, en la prueba de persecución por equipos.

## Medallero internacional
| Campeonato Mundial | Campeonato Mundial       | Campeonato Mundial | Campeonato Mundial      |
| Año                | Lugar                    | Medalla            | Competición             |
| ------------------ | ------------------------ | ------------------ | ----------------------- |
| 2008               | Mánchester (Reino Unido) | Medalla de bronce  | Persecución por equipos |